# سان‌اکسپرس دویچلند
سان‌اکسپرس دویچلند (به انگلیسی: SunExpress Deutschland) یک شرکت هواپیمایی با کد یاتا XG است که در تاریخ ۲۰۱۰ میلادی تأسیس شده و در تاریخ ۲۰۱۱ فعالیتش را آغاز کرده‌است. دفتر مرکزی سان‌اکسپرس دویچلند در فرانکفورت، آلمان واقع شده‌است و قطب این شرکت هواپیمایی در فرودگاه بین‌المللی فرانکفورت قرار دارد و به ۲۰ مقصد، پرواز مستقیم انجام می‌دهد.

## مقصدهای پروازی

### اجرا توسط سان‌اکسپرس دویچلند
بلغارستان
- وارنا - فرودگاه وارنا[۱]

کرواسی
- دوبروونیک - فرودگاه دوبروونیک[۱]
- اسپلیت - فرودگاه اسپلیت

مصر
- غردقه - فرودگاه بین‌المللی غردقه
- مرسی علم - فرودگاه بین‌المللی مرسی عالم

آلمان
- برلین - فرودگاه برلین تگل
- کلن/بن - فرودگاه کلن بن شهر کانونی
- دوسلدورف - فرودگاه بین‌المللی دوسلدورف شهر کانونی
- فرانکفورت - فرودگاه بین‌المللی فرانکفورت قطب
- هانوفر - فرودگاه هانوفر[۱] شهر کانونی
- لایپزیگ - فرودگاه لایپزیگ/هال
- مونیخ - فرودگاه مونیخ شهر کانونی
- اشتوتگارت - فرودگاه اشتوتگارت شهر کانونی

یونان
- هراکلیون - فرودگاه بین‌المللی هراکلین
- رودس - فرودگاه بین‌المللی رود
- سالونیک - فرودگاه بین‌المللی سالونیک

مراکش
- مراکش - فرودگاه مراکش-منارا
- ناظور - فرودگاه بین‌المللی ناظور

اسپانیا
- فوئرته‌ونتورا - فرودگاه فوئرته‌ونتورا[۱]
- سویا - فرودگاه سن پابلو[۱]

تونس
- Enfidha - فرودگاه بین‌المللی النفیضه حمامات

ترکیه
- آدانا - فرودگاه آدانا
- آنکارا - فرودگاه بین‌المللی اسن‌بوغا
- آنتالیا - فرودگاه آنتالیا
- بودروم - فرودگاه میلاس-بودروم[۱]
- دالامان - فرودگاه دالامان[۱]
- الازیغ - فرودگاه الازیغ
- غازی عینتاب - فرودگاه اوگوزلی
- استانبول - فرودگاه بین‌المللی صبیحه گوکچن
- ازمیر - فرودگاه عدنان مندرس
- قیصریه - فرودگاه بین‌المللی ارکیلت
- صامسون - فرودگاه چهارشنبه سامسون
- ترابزون - فرودگاه ترابزون

### اجرا براییورووینگز
باربادوس
- بریج‌تاون - فرودگاه بین‌المللی گرانتلی ادمز

کوبا
- وارادرو - فرودگاه خوآن گئوآلبرتو گومس[۲]

جمهوری دومینیکن
- پونتا کانا - فرودگاه بین‌المللی پونتا کانا[۲]
- پوئرتو پلاتا - فرودگاه بین‌المللی گریگوریو لوپرون[۲]

آلمان
- کلن/بن - فرودگاه کلن بن قطب[۲]

مکزیک
- کانکون، کینتانا رو - فرودگاه بین‌المللی کانکون، کینتانا رو

تایلند
- بانکوک - فرودگاه بین‌المللی سووارنابومی[۳]
- استان پوکت - فرودگاه بین‌المللی پوکت[۲]

امارات متحده عربی
- دبی - فرودگاه بین‌المللی دوبی[۲] فصلی

ایالات متحده آمریکا
- بوستون - فرودگاه بین‌المللی لوگان[۴]
- میامی، فلوریدا - فرودگاه بین‌المللی میامی (آغاز از ۱ سپتامبر ۲۰۱۶)[۴]